# Mojinos Escozíos
Mojinos Escozíos és un grup de rock espanyol. El seu principal tret distintiu són les lletres de les seves cançons, contenint aquestes missatges humorístics i fins i tot escatològics. En les seves cançons s'aprecien influències musicals de grans grups de hard rock i heavy metal com AC/DC, Deep Purple, Iron Maiden o Metallica. El seu estil entre hard rock i el heavy metal, encara que algunes cançons també es trobin influenciades pel blues rock.

## Components del grup
- Miguel Ángel Rodríguez "El Sevilla" - Cantant
- J. Carlos Barja "Zippy" - Baix
- Vidal Barja "El Puto" - Bateria
- Vidal Barja Jr. "Vidalito" - Guitarra rítmica
- Juan Ramón Artero "Chicho" - Guitarra solista

## Història

### Els inicis
Els components del grup es van conèixer a Mollet del Vallès, Vallès Oriental. El 1994 van decidir formar el grup i van començar a tocar a sales. El 1996 una discogràfica els va proposar de gravar el seu primer disc, per finalment no va ser publicat degut a les lletres de les cançons.
La seva popularitat va començar gràcies a un programa de ràdio de José Antonio Abellán i a la revista El Jueves. El productor del disc seria Esteve Coll, que encara ho segueix sent, a més del teclat; i la discogràfica Horus els va publicar els dos primers discos. El seu primer disc, titulat Mojinos Escozíos contenia per una part, cançons originals del grup, com "Jerónima", "Los cochinos" i "Montanbique", “Los sencillos del álbum”, o "Tío chulo", que serveix d'obertura als concerts. Per altra part, contenia versions de cançons de diversos grups, com "El cura" ("Into the Fire", de Deep Purple), "El corral" ("La Grange", de ZZ Top), "Caga ya" ("The Jack", de AC/DC), o la que conté la nova versió del disc "Fuego" ("Fire", de Jimi Hendrix). A pesar del pessimisme del grup de triomfar en el mercat, l'àlbum va aconseguir el disc d'or amb 90 000 còpies venudes.

### Mojinos Escozíos
Mojinos Escozíos va ser el nom del seu primer disc. Era una maqueta que, per una banda, contenia cançons originals del grup, a més de versions de diferents cançons. Tot i el pessimisme del grup de triomfar a les vendes, l'àlbum va aconseguir el disc d'or i quasi el de platí, venent més de 90.000 còpies.
En l'any 2000 els Mojinos Escozíos van publicar el seu tercer àlbum i primer amb la discogràfica DRO titulada "En un cortijo grande el que es tonto se muere de hambre". El grup experimenta diversos estils i una música més elèctrica amb majors efectes de so. El disc també va gaudir d'un èxit considerable. Venen 150 000 còpies.
El segon disc es va dir "Demasiao perro pa trabajá, demasiao carvo par rocanró", en honor del famós disc de Jethro Tull Too Old To Rock 'n' Roll: Too Young To Die! (Massa vells per al rock and roll, massa joves per a morir). Va superar les vendes del primer treball, aconseguint el doble platino (200 000 còpies).
Durant aquests anys van actuar en concert i festivals de rock als quals acudien milers de persones, destacant-ne el festival "Barbarian Rock" a Jerez de la Frontera i el Festival Doctor Music als Pirineus.

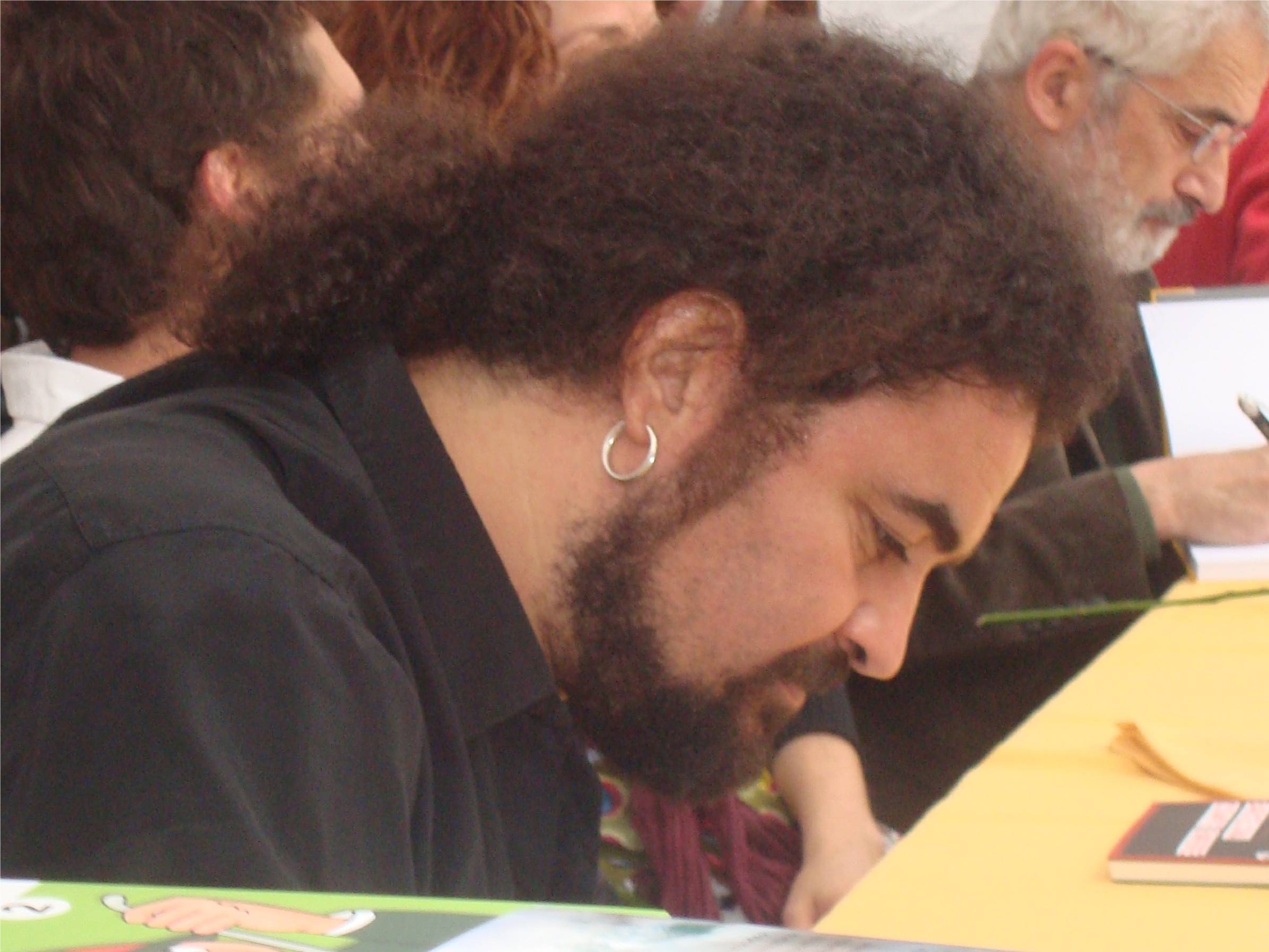
El Sevilla signant llibres per Sant Jordi

- Jerónima
- Los cochinos
- Montambike
- El tatuaje
- Fuego
- La boda
- Tío chulo
- Camarón vive
- Santa Coloma woman
- El cura
- El corral
- Eco

### Demasiao perro pa trabajá, demasiao carvo par rocanró
El segon disc, Demasiao perro pa trabajá, demasiao carvo par rocanró (massa gos per a treballar, massa calb pel rock and roll), imitant el disc de Jethro Tull Too Old to Rock n' Roll, too Young to die (massa vell pel rock and roll, massa jove per morir) i en honor del bateria, el Puto, per ser calb, supera les vendes del primer disc, aconseguint el doble platí (200.000 còpies).
- Mi marío
- Chow chow
- La bulería del yanqui
- Quillo déjame la muñeca toa la noche
- La cansión del verano
- Tus ojos verdes
- Aquella ves que me cogí un pellisco en un huevo con la cremallera
- Que te he dicho que me dejes la muñeca
- La muela
- El peluquero
- Te voy a comer to er buyuyu
- Follo me on the skai (mi sofá)
- Sexo, furbo y rocanró
- La camella
- Manolo
- Por fabó que la nesesito
- La muñeca
- Sacrifai
- Demasiao perro pa trabajá, demasiao carvo par rocanró

### En un cortijo grande, el que es tonto se muere de hambre
L'any 2000, Mojinos Escozíos van publicar el seu primer àlbum amb la discografia DRO, fent referència amb el seu títol als estudis El cortijo, a Màlaga, on a partir d'aleshores el grup va editar tots els seus treballs. En aquest disc el grup va experimentar canvis importants: la música s'electrifica i hi ha més efectes de so, a més les lletres es tornen més absurdes. Tot i perdre l'aire rock dels anteriors discs, aquest també va tenir un gran èxit, venent 150.000 còpies. Un aspecte important a destacar d'aquest disc és que les seves cançons tenen títols notablement llargs.
- Obertura di cremallero
- La invasión de las laíllas enfuresías
- Tienna balada de amor a la vieja de mis entrañas
- Himno marsial y viril de la gente que se siente efusivamente guay
- ¡Qué peste!
- La triste historia del hombre más triste del mundo
- La imperesedera historia de Barman, el superhéroe que veneran tos los borrachos
- BSO de la película Eusebio el prínsipe de las tinieblas
- Canto alegre al mítico y populá repartidó del butano
- El bolero del bolero
- El hombre que era viejo y verde a la vez
- De como Calisto le pide perdón a su burra Katalina
- Guarra
- Todos lo llamaban gordo aunque el prefería que lo llamasen pa comer
- Soy una máquina de hasé el amor
- Ay dios mío de mi arma que contento estoy con la dentadura nueva que me he puesto
- Cansión instrumental del tío tenía el récord del mundo de llevar más tiempo hablando

## Discografia
- Mojinos Escozíos (1996)
- Demasiao perro pa trabajá, demasiao carvo pal rocanró (1998)
- En un cortijo grande el que es tonto se muere de hambre (2000)
- Las margaritas son flores del campo (2001)
- Más de 8 millones de discos vendidos (2002)
- Ópera Rock Triunfo (2003)
- Semos unos monstruos (2004)
- Con cuernos y a lo loco (2005)
- Diez años escozíos (2006)
- Pa pito el mío (2007)
- Los novios que las madres nunca quisieron para sus hijas y el novio que las hijas nunca quisieron para sus madres (2008)
- La leyenda de los hombres más guapos del mundo (2010)
- Mená chatruá (2011)
- Semos unos Máquinas (2013)
- Selfi, bragas y rocanró (2015)